# Rosalie (cantante)
Rosalie Hoffman, conosciuta semplicemente come Rosalie (Berlino, 1993), è una cantante tedesca naturalizzata polacca.

## Biografia
Nata nella capitale tedesca, Rosalie è cresciuta a Poznań. Fra le sue ispirazioni musicali, cita Aaliyah, Banks, Tinashe, le TLC e le Destiny's Child.
Si è fatta conoscere esibendosi in festival musicali sia nazionali, come l'Open'er Festival di Kosakowo, che internazionali, come il Loftas Fest in Lituania. Il suo album di debutto Flashback è uscito nel 2018 e ha raggiunto la 9ª posizione della classifica polacca, fruttandole una candidatura per il miglior debutto dell'anno ai premi Fryderyk, il più prestigioso riconoscimento musicale polacco.
Dal 2019 conduce il programma radiofonico di Polskie Radio Program IV Dziewczyny grają w Czwórce. Il suo secondo album Ideal è uscito nel 2020 e ha debuttato al 4º posto nella classifica nazionale. Ai Fryderyk 2021 ha conseguito due ulteriori candidature, vincendone una nella categoria album soul, R&B e gospel dell'anno grazie a Ideal.

## Discografia

### Album in studio
- 2018 – Flashback
- 2020 – Ideal
- 2023 – Motherlode

### EP
- 2016 – Enuff

### Singoli
- 2015 – This Thing Called Love
- 2015 – Do It Right
- 2016 – 123
- 2017 – Pozwól
- 2017 – A pamiętasz?
- 2017 – Królowa
- 2018 – About Us
- 2018 – Więcej
- 2019 – Bez zmian (con Ten Typ Mes)
- 2019 – Chmury
- 2020 – Nie mów
- 2020 – Moment
- 2020 – Ciemność
- 2020 – I Want to Be Free
- 2020 – WWW
- 2021 – Chodź chodź chodź
- 2021 – Kiedy powiem sobie dość (con Chloe Martini)
- 2021 – Gra (feat. Otsochodzi)
- 2021 – 80 kere (con Lil Zey)
- 2021 – Potrzeba skał (con Król)
- 2022 – Diamond Deep (con 1988 e Onoe Caponoe)
- 2022 – 4real (con Holak e Błażej Król)
- 2022 – Jak ich tu pokochać?
- 2023 – Iluzija
- 2023 – Raj
- 2023 – Stracona głowa
- 2023 – Światła (con Asthma)